# Tallud-Sainte-Gemme
Tallud-Sainte-Gemme là một xã ở tỉnh Vendée trong vùng Pays de la Loire, Pháp. Xã này có diện tích 18,57 km², dân số năm 2006 là 415 người. Xã này nằm ở khu vực có độ cao trung bình 120 mét trên mực nước biển.

## Biến động dân số
| 1962                                        | 1968 | 1975 | 1982 | 1990 | 1999 | 2006 |
| ------------------------------------------- | ---- | ---- | ---- | ---- | ---- | ---- |
| 355                                         | 417  | 362  | 302  | 351  | 376  | 415  |
| Số liệu từ năm1962: Dân số không tính trùng |      |      |      |      |      |      |